# Van Zijl
Van Zijl Tankstations BV was een Nederlandse tankstationketen.
Van Zijl groeide vanuit de oude thuisbasis Zuid-Spierdijk uit tot een middelgrote maatschappij. In Zuid-Spierdijk zit het bedrijf sinds midden jaren 90 van de twintigste eeuw niet meer, in Spierdijk is nog wel altijd de Benzine- en Oliehandel Van Zijl BV gevestigd. De stationsketen groeide aanvankelijk vooral in het noorden van Noord-Holland. Van Zijl was een van de eerste tankstations die met een echte winkel begon in Nederland; daarvoor kenden veel tankstations wel een rekje of twee of drie. De stationsketen pionierde hierbij wat wel en niet kon. In het eerste jaar verkocht Van Zijl onder meer kratten bier. Dit werd later verboden: men was bang dat dit aanzette tot rijden onder invloed. De grote tankstations, waaronder Shell, namen het concept al vrij snel over. Tegenwoordig is dit concept veel te vinden, vooral langs snelwegen ziet men grote winkels bij de tankstations.
De stationsketen opereert tegenwoordig over het hele land, waarbij het soms ook samenwerkt met de grotere tankstationketens. De meeste stations zijn te vinden in de provincies Noord-Holland en Noord-Brabant en Van Zijl is daar onder meer te vinden in Wieringerwaard en Beverwijk